# 콘스턴스 마리
콘스턴스 마리(Constance Marie, 1965년 9월 6일 ~ )는 미국의 배우이다.

## 출연 작품
- 장화신은 고양이 (2011)
- 퍼프, 퍼프, 패스 (2006)
- 조지 로페즈 (2002)
- 토르틸라 스프 (2001)
- 스팟 (2001)
- 라스트 마샬 (1999)
- 남자 둘, 여자 하나 (1998)
- 셀레나 (1997)
- 시카고 썬 타임즈 (1996)
- 마이 패밀리 (1995)
- 아일랜드 시티 (1994)
- 12시 01분 (1993)

### 텔레비전
- CSI: 과학수사대 (2008)
- 스위치드 앳 버스 (2011-17)